# Time Out (revista)
Time Out é uma publicação em formato de revista criado pela Time Out (Company), empresa com sede em Londres e em Nova Iorque. A Time Out é uma revista cosmopolita que está presente nas principais metrópoles mundiais, tendo uma edição dedicada a cada uma das metropóles em que está presente. O objectivo da revista é dar a conhecer aos leitores o que de melhor pode fazer na cidade, tendo para tal em todas as edições um tema de capa com assuntos que podem ir desde gastronomia, compras, parques, divertimento, etc.

## História
A revista original, Time Out London, foi publicado pela primeira vez em 1968 por Tony Elliott com Bob Harris como co-editor. As edições iniciais tinham uma tiragem de cerca de 5 mil exemplares. Começou sendo uma revista alternativa em relação a outras publicações da imprensa underground no Reino Unido, mas em 1980 abandonou a sua filosofia levando à fundação de uma revista concorrente City Limits por ex-funcionários.
Depois do sucesso alcançando com a revista da capital do Reino Unido, a Time Out apostou na internacionalização, marcando hoje presença nas prinicipais metrópoles do planeta.

## Em Portugal
Em Portugal a revista possui duas edições, dedicadas às áreas metropolitanas de Lisboa, com a Time Out Lisboa, e do Porto, com a Time Out Porto.

### Time Out Lisboa
A edição lisboeta da revista é publicada semanalmente e tem um custo de dois euros, tendo todas as semanas um tema de capa dedicado à capital portuguesa e a alguns dos seus concelhos limítrofes.

### Time Out Porto
A edição da revista no Porto tem uma periocidade mensal e um custo de três euros e cinquenta cêntimos. Tem todos os meses um tema de capa dedicado ao Grande Porto. A sua primeira edição saíu para as bancas em Abril de 2010. A suas cobertura geográfica é um pouco maior do que a sua irmã lisboeta, pois traz sempre uma páginas dedicadas às principais cidades do Minho, como Braga, Guimarães e Viana do Castelo, numa secção intitulada "Aqui à beira - Porque o Norte não acaba no Porto".

## Cidades onde a Time Out é publicada
- Abu Dhabi
- Almaty
- Amesterdão
- Bahrein
- Barcelona (edição em espanhol e edição em catalão)
- Beirute
- Bangalore
- Banguecoque
- Berlim
- Bombaim
- Boston
- Budapeste
- Bucareste
- Buenos Aires
- Chicago
- Cidade do Cabo
- Croácia
- Deli
- Doha
- Dubai
- Dublin
- Edinburgo
- Estocolmo
- Hong Kong
- Israel
- Istambul
- Jacarta
- Kuala Lumpur
- Las Vegas
- Lisboa
- Londres
- Los Angeles
- Madrid
- Malta & Gozo
- Miami
- Milão
- Moscovo
- Nápoles
- Nice
- Nova Iorque
- Paris
- Pécs
- Pequim (edição em inglês e edição em chinês)
- Porto
- Praga
- Quioto (edição em inglês e edição em japonês)
- Rio de Janeiro
- Roma
- São Francisco
- São Paulo
- São Petersburgo
- Singapura
- Sydney
- Tel Aviv
- Tóquio (edição em inglês e edição em japonês)
- Toronto
- Vancouver
- Veneza
- Xangai (edição em inglês e edição em chinês)
- Zagreb